# フィリップ・カラジョルジェヴィチ
フィリップ・カラジョルジェヴィチ（セルビア語:Филип Карађорђевић, 1982年1月15日 - ）は、ユーゴスラビアの元王太子アレクサンダル2世とその最初の妻マリア・ダ・グロリアの次男。「ユーゴスラビア王子」の称号を持つ。
アメリカ合衆国のバージニア州フェアファックスで生まれた。アレクサンダル王子とは双子で、フィリップの方が兄である。洗礼の代父母はスペイン王妃ソフィア、ギリシャ王コンスタンティノス2世、カラブリア公爵夫人アンヌが務めた。ユーゴスラビア王位継承順位では、兄ペータル王子に次いで第2位。1985年に両親は離婚し、父はすぐにキャサリン・ベイティスと再婚した。やがてロンドンに移り、兄弟達と一緒に学校に通う。2000年、カンタベリーのキングズ・スクールを卒業した。フィリップはユニヴァーシティ・カレッジ・ロンドンで人文学位を取得し、現在はロンドンにある財団法人で働いている。
2001年7月、ユーゴスラビア王家は60年ぶりにベオグラードの旧王宮に帰還した。
2017年10月7日、グラフィック・デザイナーのダニツァ・マリンコヴィチ（1986年 -）と結婚。2018年2月25日、2人の間の長男ステファンが誕生した。
| 上位 ペータル ユーゴスラビア王子 | 〈名目上〉ユーゴスラビア王位継承権者 継承順位第2位                   | 下位 ステファン ユーゴスラビア王子 |
| 上位 ペータル ユーゴスラビア王子 | イギリス王位継承順位 継承順位第97位 他の英連邦王国の王位継承権も同様 | 下位 ステファン ユーゴスラビア王子 |